# Ремпел, Гарри
Гарри Ллевеллин Ремпел (англ. Garry Llewellyn Rempel; 1944, Реджайна — 2 ноября 2018, Китченер, Онтарио) — канадский учёный-химик, специалист в области катализаторов, один из пионеров гидрогенизации бутадиен-нитрильного каучука. Профессор Университета Уотерлу, член Королевского общества Канады с 1992 года и президент Академии наук Королевского общества Канады в 2001—2003 годах, кавалер ордена Канады (2015).

## Биография
Гарри Ремпел, родившийся в 1944 году в Реджайне (Саскачеван), получил высшее образование в Университете Британской Колумбии, став доктором философии в Ванкувере в 1968 году. Его научным руководителем был Брайан Джеймс, вместе с которым Ремпел в 1966 году опубликовал свою первую научную статью. По окончании доктората он со стипендией НАТО был направлен в постдокторантуру в Имперском колледже Лондона, а с 1969 года начал работу в Университете Уотерлу как старший преподаватель.
В 1980 году Ремпел стал профессором и с 1988 по 1996 год возглавлял кафедру химических технологий Университета Уотерлу. В 2004 году он получил почётное звание профессора университета. В общей сложности Ремпел проработал в Университете Уотерлу 50 лет — вплоть до года смерти. Он умер в возрасте 74 лет в больнице Сент-Мэри в Китченере в ноябре 2018 года, оставив вдовой профессора Флору Ын (англ. Flora Ng), с которой прожил в браке 43 года.

## Вклад в науку
Основным направлением в научной работе Гарри Ремпела было исследование катализаторов и полимеров и их практического применения. Он известен как один из первопроходцев в области гидрогенизации бутадиен-нитрильного каучука — эту работу Ремпел вёл с начала 1980-х годов и в последующие десятилетия далеко продвинулся в вопросе практического применения этой технологии. С конца 1980-х годов он начал патентовать технологии производства эластомеров с улучшенными характеристиками путём катализации с использованием комплексов металлов переменной валентности.
Ремпел тесно сотрудничал с производителями резины в разработке химических процессов, необходимых для создания новых видов резин c улучшенными характеристиками. Продукция, полученная с применением разработанных им технологий, широко использовалась производителями автомобильной техники, служа для уменьшения объёма выхлопа и повышения КПД топлива. В общей сложности Гарри Ремпел за свою научную карьеру был автором или соавтором более чем 400 публикаций и 35 патентов.

## Награды и звания
С 1992 года Гарри Ремпел был действительным членом (англ. fellow) Королевского общества Канады; в 2001—2003 годах он занимал пост президента Академии наук Королевского общества Канады (одной из трёх академий в его составе) и вице-президента Королевского общества Канады.
В 2015 году Ремпел был произведён в кавалеры ордена Канады за достижения в области разработки высоконадёжных резин и подготовки новых научных кадров. Он также был награждён медалью Бриллиантового юбилея королевы Елизаветы II, Медалью катализа от Химического института Канады, мемориальной премией им. Р. С. Джейна от Канадского общества химических технологий, Медалью Томаса Иди от Королевского общества Канады, мемориальной премией Лесюёра от Общества химической промышленности, премией за исследования и разработки в университетах и промышленности от Канадского совета по исследованиям в области естественных наук и технологий, а также Канадской золотой медалью за достижения в бизнесе (в категории «Изобретения»).